# トム・ソーヤー
トマス・ソーヤー (Thomas Sawyer) は、マーク・トウェインの小説、『トム・ソーヤーの冒険』に登場するキャラクター。他の3つの小説、『ハックルベリー・フィンの冒険』、Tom Sawyer Abroad（1894年）、『トム・ソーヤーの探偵』（1896年）にも登場する。
トウェインの少なくとも3つの未完の作品、Huck and Tom Among the Indians, Schoolhouse Hill, Tom Sawyer's Conspiracyにも登場する。3つの未完の作品はすべて死後に出版されたが、Tom Sawyer's Conspiracyのみ完全なプロットを持っており、他の2つの作品は数章で放棄している。

## 着想
名前は、トウェインがSan Francisco Callで記者として雇われていたときにカリフォルニア州サンフランシスコで知り合ったトム・ソーヤーという陽気で華やかな長に由来する可能性がある。

## 演者
映画やテレビで演じた俳優
- en:Jack Pickford (1917)
- en:Gordon Griffith (1920)
- ジャッキー・クーガン (1930, 1931)
- Tommy Kelly (1938)
- Billy Cook (1938)
- Michael Miller (1944)
- Robert Hyatt (1955, TV)
- John Sharpe (1956, TV musical)
- en:Kevin Schultz (1968 in the TV series en:The New Adventures of Huckleberry Finn)
- en:Johnny Whitaker (1973)
- en:Don Most (1975)
- en:Sam Snyders (1979)
- Chris Ritchie (マーク・トウェインの冒険 (1985年の映画)（英語版）)
- Eugene Oakes (1986)
- ラファエル・スバージ (1990 in en:Back to Hannibal: The Return of Tom Sawyer and Huckleberry Finn)
- ジョナサン・テイラー・トーマス (1995 in en:Tom and Huck)
- en:Rhett Akins (2000, voice)
- グレイ・デリスル (2003 in en:The Fairly Oddparents, voice)
- シェーン・ウェスト (2003 in The League of Extraordinary Gentlemen)
- en:Louis Hofmann (2011, German version of The Adventures of Tom Sawyer)
- Leon Seidel (2012, German version of The Adventures of Huckleberry Finn)
- ジョエル・コートニー (2014)
- Adam Nee (2015)
- ジェレミー・シャダ (2015 in the 3DS game en:Code Name: S.T.E.A.M.)
- Reilly Jacob (2016 in the TV series Once Upon a Time)